# Nahanni Butte
Nahanni Butte je sídlo v regionu Dehcho v kanadských Severozápadních teritoriích. Leží na soutoku řek Liard a South Nahanni River v jihozápadní části teritoria. V letních obdobích nebylo sídlo dostupné po souši, cesta byla připravována pouze v zimním období. V říjnu 2010 byla k řece Liard dovedena celoročně přístupná cesta, do samotného Nahanni Butte je však nutné pokračovat po vodě. V roce 2011 zde žilo 102 obyvatel.